# Orchestre de chambre d'Europe
L'Orchestre de Chambre d'Europe (Chamber Orchestra of Europe, COE) est un orchestre de chambre européen. En réalité, contrairement à son nom, il a les dimensions d'un orchestre symphonique.

## Histoire
L'Orchestre de Chambre d'Europe est fondé en 1981. L'idée de créer cet orchestre émane de musiciens membres de l'Orchestre des jeunes de la communauté européenne (European Community Youth Orchestra) ayant dépassé la limite d'âge pour rester dans cette dernière formation et souhaitant continuer à travailler ensemble dans le contexte d'un orchestre de chambre. Parmi les membres fondateurs, dont treize font encore partie de l'orchestre à ce jour, le hautboïste Douglas Boyd est hautbois solo 1981 à 2002. Les chefs d'orchestre Claudio Abbado et Nikolaus Harnoncourt aident l'orchestre à trouver ses marques, à ses débuts. Nikolaus Harnoncourt et son épouse Alice Harnoncourt en sont tous deux membres honoraires, comme le chef hollandais Bernard Haitink, le pianiste hongrois Sir András Schiff et le chef canadien Yannick Nézet-Séguin.
De 2007 à 2013, l'Union européenne a compté le COE parmi ses Ambassadeurs culturels. En 2009, le COE crée son académie dont le rôle est d'attribuer des bourses d'études aux étudiants en musique prometteurs et de leur donner l'occasion d'étudier avec les musiciens du COE.

## Administration
Le siège administratif de l'Orchestre de Chambre d'Europe est à Londres (Royaume-Uni). L'orchestre ne reçoit pas de subventions publiques et n'est pas rattaché en permanence à une salle de concert. Il ne possède pas de directeur musical ou de chef d'orchestre attitré. L'orchestre est soutenu financièrement depuis ses débuts par la Fondation Gatsby ainsi que par d'autres amis, comme l'Underwood Trust, sans lesquels il ne pourrait survivre.

## Composition
L'Orchestre de Chambre d'Europe est composé d'une soixantaine de membres, venant de toute l'Europe et sélectionnés par les musiciens eux-mêmes. Tous poursuivent parallèlement leur propre carrière musicale, qu’ils soient solistes internationaux, chefs de pupitre au sein de divers orchestres nationaux, membres de groupes de musique de chambre ou professeurs dans des écoles de musique et des conservatoires.

## Activité
L'Orchestre de Chambre d'Europe se produit régulièrement dans les principales villes d'Europe et effectue occasionnellement des tournées aux États-Unis et au Japon. Il a tissé des liens étroits avec la Philharmonie de Paris (France), le Concertgebouw d'Amsterdam (Pays-Bas), le Vieil opéra de Francfort (Allemagne), la Philharmonie de Cologne (en) (Allemagne), le Palais des festivals de Baden-Baden (Allemagne), Ferrara Musica (Italie), ainsi qu'avec le Festival de Lucerne (Suisse), The Proms à Londres, le festival d'Édimbourg (Royaume-Uni), la Musikfest de Berlin (Allemagne) et le Festival de Salzbourg (Autriche).

## Enregistrements
L'Orchestre de Chambre d'Europe a enregistré plus de 250 œuvres avec de nombreux labels discographiques, remportant entre autres trois Disques de l'Année chez Gramophone et deux Grammy Awards, sous la direction de divers chefs d'orchestre, dont Claudio Abbado,, Paavo Berglund, Nikolaus Harnoncourt,, et Yannick Nézet-Séguin,.